# Viljem Arkelski
Viljem Oton Arkelski (* ok. 1385 v Gorinchemu, † 1. december 1417 v  Gorinchemu) je bil zadnji gospod Arkelski, Haastrechtski in Hagesteinski. Med letoma 1409 in 1412 je bil uradno gospod Arkela in Gorinchem, ker je njegov oče Janez V. Arkelski prodal deželo Arkel Reinaldu IV. Gelderskemu. Reinald IV. pa jo je dal nazaj v fevd Viljemu Arkelskemu. 

## Življenjepis
Bil je sin Janeza V. Arkelskega in Ivane Juliške (†1394). Njegova sestra Marija Arkelska por. Egmontska se je poročila z Janezom II. Egmontskim. Viljem se prvič pojavi v listini z dne 26. aprila 1400, ki priča o nakupu zemljišča v vojvodini Gelders . Ni omenjen med obleganjem Gorinchema leta 1402, vendar se ponovno pojavlja v različnih listinah od leta 1403 naprej. Viljema je leta 1406 mestni svet Gorinchema prosil, naj prevzame oblast namesto svojega očeta. To je storil za kratek čas, toda ker so z njim manipulirali z vseh strani, je oblast znova predal svojemu očetu in februarja 1407 zapustil Gorinchem. Marca 1407 je mesto padlo nazaj v roke holandskega grofa Viljema VI., toda Viljem Arkelski je v noči s 13. na 14. september 1407 izvršil napad na Gorinchem, v katerem je mesto padlo nazaj v roke Arkelskih in vojvode Gelderskega .
Leta 1409 Viljem ostane na Gelderskem dvoru, kjer njegov oče Janez V. Arkelski 22. aprila 1409 proda deželo Arkel in svojo posest Reinaldu IV. Gelderskemu. Viljemu Arkelskemu uspe od tega vojvode pridobiti naslov gospoda in da ga meščani priznajo tudi kot gospodarja Gorinchema. Istega leta Viljem dobi položaj poveljnika gelderske konjenice
Po koncu Arkelskih vojn 12. julija 1412 se je mesto Gorinchem vrnilo v roke Viljema VI. Holandskega , grof je posest od Reinalda IV. Gelderskega kupil za 100.000 francoskih kron. Najprej je Viljem VI. Holandski odpustil mestu Gorinchem 50.000 francoskih kron posojila Viljemu Arkelskemu, vendar je Janez V. Arkelski to preprečil tako, da je holandskega grofa in vojvodo Gelderskega označil za zarotnika. Viljem in Janez Arkelski sta bila izgnana iz Geldersa in sta zapustila svojo posest Oyen, ki bi jo moral izročiti Reinaldu IV. Janeza Arkelskega so ujeli leta 1415, Viljem Arkelski pa je medtem pobegnil v Brabant in mislil, da je okoli leta 1417 zbral dovolj mož, da bi poskusil zavzeti Gorinchem. Viljemu je uspelo vstopiti v mesto s svojimi privrženci trske, toda po nekaj dneh je bil Viljem v ozkih ulicah, blizu Revetsteega in Krijtsteega med spopadi usodno zadet in je umrl v oklepu.

## Legenda
Po legendi je grofica Jakoba Bavarska odhitela iz svojega gradu proti Viljemu, potem ko je bil ranjen. Legenda ne pojasnjuje, ali ga je želela potolažiti, ko je umiral, zaščititi njegovo truplo ali skleniti zavezništvo z njim.
Leta 1662 je J. van Paffenrode objavil dramo, ki je temeljila na raziskavi Abrahama Kempa, ki je nakazovala, da je med Viljemom in Jakobo obstajalo romantično razmerje.
Ta zgodba je bila kasneje uporabljena v romantičnem romanu z naslovom Jakoba in Berta ("Jaqueline in Berta") Jakoba van Lennepa. Leta 1837 je gospodična Antoinet van Buren-Schele napisala roman Grootheid en de val van de Heeren van Arkel ("Vzpon in padec gospodov Arkel"), ki je uporabil te zgodbe.
Leta 2004 je Ines van Bokhoven objavila knjigo: Izdaja! Grofovo maščevanje ("Betrayal! The Count's revenge"), o Viljamovem življenju in Arkelski vojni.